# سنت وینو
سنت وینو (به انگلیسی: St Winnow) یک محله مدنی و روستا در بریتانیا است که در کورنوال واقع شده‌است. سنت وینو ۳۱۲ نفر جمعیت دارد.